# Daniel Prohaska
Daniel Prohaska (auch: Daniel Ryan-Prohaska; * 28. März 1973 in Frankfurt am Main) ist ein österreichisch-britischer Sänger und Schauspieler im Stimmfach Tenor. 

## Leben
Daniel Prohaska wurde 1973 in Frankfurt als Enkel des Dirigenten Felix Prohaska und Sohn eines österreichischen Opernregisseurs und einer irisch-britischen Sängerin geboren. Er wuchs in Neu-Ulm und Wien auf. Sein Vater war Oberspielleiter im Theater in Ulm. Seit 1989 lebt Prohaska in Wien.  Bereits im Gymnasium trat er in Theateraufführungen auf. Nach dem Abitur studierte er zunächst Sprachwissenschaft, Anglistik und Skandinavistik und begann dann eine Ausbildung in Gesang, Schauspiel und Tanz am Konservatorium der Stadt Wien. Von 1998 bis 2000 gehörte er einer englischsprachigen Theatergruppe an. Er trat als Teil des Neuen Wiener Vocalensembles  unter anderem bei der Schubertiade auf.
Den Sprachwissenschaften blieb er als Hobby treu und ist auf diesem Gebiet als Autor tätig. Im Jahr 2006 gab er einen Sprachführer für Kornisch heraus.
Er ist Mitglied des Ensembles der Volksoper Wien und tritt unter anderem regelmäßig im Staatstheater am Gärtnerplatz auf. Im Februar 2023 wurde er zum Bayerischen Kammersänger ernannt.
Seine zehn Jahre jüngere Schwester Anna Prohaska ist Sopranistin.